# Nogometna zona Karlovac – Sisak 1959./60.
Nogometna zona Karlovac – Sisak, također i kao XIV. zona Karlovac – Sisak, je bila jedna od zona Prvenstva Hrvatske, te liga trećeg stupnja nogometnog prvenstva Jugoslavije u sezoni 1959./60. 
 
Sudjelovalo je 12 klubova, a prvak je bio "Karlovac". 

## Ljestvica
| mj. | klub                     | ut. | pob. | ner. | por. | gol+ | gol- | bod |
| --- | ------------------------ | --- | ---- | ---- | ---- | ---- | ---- | --- |
| 1.  | Karlovac                 | 22  | 19   | 2    | 1    | 75   | 21   | 40  |
| 2.  | Segesta Sisak            | 22  | 17   | 3    | 2    | 69   | 26   | 37  |
| 3.  | Metalac Sisak            | 22  | 12   | 2    | 8    | 64   | 42   | 26  |
| 4.  | Radnik Karlovac          | 22  | 10   | 2    | 10   | 43   | 42   | 22  |
| 5.  | Udarnik Perušić          | 22  | 9    | 3    | 10   | 38   | 44   | 21  |
| 6.  | Borac Galdovo            | 22  | 9    | 1    | 12   | 43   | 46   | 19  |
| 7.  | Jedinstvo Ogulin         | 22  | 8    | 3    | 11   | 40   | 54   | 19  |
| 8.  | Duga Resa                | 22  | 9    | 1    | 12   | 40   | 55   | 19  |
| 9.  | Mladost Petrinja         | 22  | 6    | 7    | 9    | 29   | 48   | 19  |
| 10. | Proleter Ilovac Karlovac | 22  | 7    | 3    | 12   | 42   | 53   | 17  |
| 11. | Siscija Sisak            | 22  | 5    | 3    | 14   | 35   | 62   | 13  |
| 12. | Sloga Novoselec          | 22  | 4    | 4    | 14   | 38   | 63   | 12  |

- Galdovo – danas dio naselja Sisak
- "Karlovac" prvi dio sezone nastupao kao "KSD"

## Rezultatska križaljka
| kratica | klub                     | BOR | DUR      | JED | KAR | MET | MLA | PRO  | RAD | SEG      | SIS | SLO | UDA |
| --- | ------------------------ | --- | -------- | --- | --- | --- | --- | ---- | --- | -------- | --- | --- | --- |
| BOR | Borac Galdovo            |     |          |     |     |     |     |      |     | 0:2      |     |     |     |
| DUR | Duga Resa                |     |          |     |     |     |     |      |     | 4:2      |     |     |     |
| JED | Jedinstvo Ogulin         |     |          |     |     |     |     |      |     | 3:1      |     |     |     |
| KAR | Karlovac                 |     |          |     |     |     |     |      |     | 0:0      |     |     |     |
| MET | Metalac Sisak            |     |          |     |     |     |     |      |     | 1:6      |     |     |     |
| MLA | Mladost Petrinja         |     |          |     |     |     |     |      |     | 2:2      |     |     |     |
| PRO | Proleter Ilovac Karlovac |     |          |     |     |     |     |      |     | 2:3      |     |     |     |
| RAD | Radnik Karlovac          |     |          |     |     |     |     |      |     | 1:2      |     |     |     |
| SEG | Segesta Sisak            | 3:2 | 3:0 p.f. | 1:0 | 4:1 | 3:2 | 6:0 | 10:1 | 3:0 |          | 3:3 | 5:1 | 5:0 |
| SIS | Siscija Sisak            |     |          |     |     |     |     |      |     | 0:2      |     |     |     |
| SLO | Sloga Novoselec          |     |          |     |     |     |     |      |     | 2:3      |     |     |     |
| UDA | Udarnik Perušić          |     |          |     |     |     |     |      |     | 3:0 p.f. |     |     |     |
| |                          |     |          |     |     |     |     |      |     |          |     |     |     |
| podebljan rezultat – utakmice od 1. do 11. kola (1. utakmica između klubova) rezultat normalne debljine – utakmice od 12. do 22. kola (2. utakmica između klubova) rezultat nakošen – nije vidljiv redoslijed odigravanja međusobnih utakmica iz dostupnih izvora rezultat smanjen * – iz dostupnih izvora nije uočljiv domaćin susreta prekrižen rezultat – poništena ili brisana utakmica p – utakmica prekinuta 3:0 p.f. / 0:3 p.f. – rezultat 3:0 bez borbe n.i. – nije igrano |                          |     |          |     |     |     |     |      |     |          |     |     |     |

 Izvori: 